# Берг, Пол
Пол Наим Берг (англ. Paul Naim Berg; 30 июня 1926[…], Бруклин, Нью-Йорк — 15 февраля 2023, Стэнфорд, Калифорния) — американский биохимик, лауреат Нобелевской премии по химии. Эмерит-профессор Стэнфордского университета, член НАН США и Американского философского общества (1983), иностранный член Французской академии наук (1981) и Лондонского королевского общества (1992). Также удостоен Национальной научной медали (1983) и других наград.
Ещё будучи молодым исследователем, Пол Берг решил несколько ключевых проблем метаболической химии и затем продолжил исследовать механизмы, по которым ДНК и РНК управляют синтезом белков в живых системах. В 1972 году вместе с коллегами из Стэнфордского университета он синтезировал первую рекомбинантную ДНК (р-ДНК). Впоследствии он помогает международному сообществу исследователей р-ДНК в решении физических и этических проблем, вызванных этой революционной теорией.

## Биография
Родился в еврейской семье, в которой он рос старшим ребёнком. Отец — Харри Берг (Бергзальц), текстильщик, и мать — Сара Бродская, домохозяйка, уроженцы Умани, эмигрировали в США 4 августа 1923 года из Оргеева (тогда в составе Румынии). Вырос в бруклинском районе Сигейт. Прочитав в раннем возрасте книги Синклера Льюиса «Эрроусмит» и Поля де Крюи «Охотники за микробами», и заинтересовавшись благодаря им биологией, Берг захотел стать учёным. В 14 лет он поступил в старшую школу Линкольна, перескочив сразу несколько классов начальной школы. Он окончил среднюю школу в январе 1943 года и, желая принять участие в войне, зачислился в Военно-морской флот, как только ему исполнилось 17. Ожидая, пока его вызовут в школу лётчиков Военно-морского флота, он поступил в Университет штата Пенсильвания на специальность биохимия, там же он прошёл предполётную подготовку. Когда на флоте сократили подготовку пилотов, Берг начал готовиться к службе на корабле — он прослужит на подводной лодке до 1946 года. Он вернулся в Пенсильванский университет, чтобы продолжить учёбу, и получил степень бакалавра в 1948 году. За год до этого он женился на Милдред Леви, с которой он познакомился в старшей школе. Позднее у них родился ребёнок, которого назвали Джоном.
В 1952 году получил степень доктора философии по биохимии в Кейсовском технологическом институте. Диссертационная работа Берга была посвящена исследованию превращения муравьиной кислоты, формальдегида и метанола в полностью восстановленную метильную группу метионина. Берг первым показал, что фолиевая кислота и витамин B12 играют важную роль в этом превращении.
В 1959 году, в возрасте 33 лет, Берг стал профессором биохимии в школе медицины Стэнфорда, и ещё до своего сорокалетия стал членом НАН США.
В 1980 году получил Нобелевскую премию по химии вместе с Уолтером Гилбертом и Фредериком Сенгером за фундаментальные исследования нуклеиновых кислот. В 1985 году президент Рональд Рейган вручил ему Национальную научную медаль США за 1983 год.
Берг окончил исследовательскую карьеру в 2000 году и является в настоящее время эмерит-профессором Стэнфордского университета.
В 2016 году он подписал письмо с призывом к Greenpeace, Организации Объединенных Наций и правительствам всего мира прекратить борьбу с генетически модифицированными организмами (ГМО).
Член Американской академии искусств и наук (1966) и Папской академии наук (1996), иностранный член Французской академии наук (1981) и Лондонского королевского общества (1992). Фелло Американской ассоциации содействия развитию науки (1966) и член EMBO.
Умер 15 февраля 2023 года.

## Научные исследования

### Первые научные исследования (до 1959 года)
Докторская диссертация Берга была посвящена решению центральной проблемы биохимии, демонстрировавшему, как витамин B12 и фолиевая кислота позволяют животным синтезировать аминокислоту метионин. Эта работа также дала ему возможность продолжать изучение энзимологии. Он познакомился с двумя восходящими звёздами в области энзимологии — Артуром Корнбергом и Германом Калькаром, которые предложили ему в дальнейшем работать с ними. В 1952 ему была присуждена докторская степень, и он провел год, работая с Калькаром в Институте цитофизиологии в Копенгагене, где он и его коллега, надеясь прояснить ключевой момент метаболизма глюкозы, вместо этого открыли новый фермент, который делает возможным перенос фосфата от аденозинтрифосфата (АТФ) к похожим молекулам инозинтрифосфата (ИТП) или гуанозинтрифосфата. Эта работа объясняла, что биологические системы могут использовать иные трифосфатные формы, кроме АТФ, чтобы переносить энергию.
В 1953—1954 Берг работал в лаборатории Артура Корнберга в Вашингтонском университете в Сент-Луисе. Он решил исследовать проблему, касающуюся синтеза ацетил-замещенного кофермента A, важного промежуточного продукта в центральном метаболическом процессе, в результате которого пища расщепляется и высвобождается энергия. Фриц Липман и Феодор Линен предложили трёхступенчатый процесс, который включает АМФ-ферментный комплекс. Берг обнаружил, что вместо образования комплекса с АМФ, фермент катализирует синтез ацетил-SКоА совершенно иным образом. Эта работа опровергла модель, предложенную двумя великими биохимиками, и решила другую важную проблему в этой области. Более поздние исследования показали, что метаболизм и синтез жирных кислот осуществляется через сходные химические процессы.
Последующие исследования Берга показали, что механизм, по которому аминокислоты объединяются в белки, очень похож на тот, который наблюдается в синтезе жирных кислот, — то есть аминокислоты «активируются» в ацил-АМФ-форму и могут прикрепляться к транспортной РНК (т-РНК). Транспортные РНК потом переносят их в рибосомы клетки для синтеза белка. Берг получил премию Eli Lilly в области биохимии в 1959 году за эту работу, и его дальнейшие исследования были сосредоточены в основном на синтезе белка, который направляется РНК.

### Дальнейшие исследования (1959—1980)
В 1959 Артур Корнберг покинул кафедру микробиологии медицинского факультета Вашингтонского университета и возглавил новое отделение биохимии в Стэнфордском Университете. Большинство его коллег, включая Берга, перешли вместе с ним. В Стэнфорде главной целью исследований Берга стал синтез белков из аминокислот, особенно активация аминокислот. Это была сложная проблема, так как он обнаружил, что для каждой аминокислоты была своя т-РНК (их было 3 или 4 типа). Ферменты, которые связывали аминокислоты с подходящей т-РНК, также очень специфичны. Становилось понятно, что в синтезе белков точность присоединения аминокислоты к специфической т-РНК являлась ключевой для правильной передачи генетической информации. Команда Берга посвятила много лет выяснению структуры и специфичности этих ферментов. К 1967 они показали, что генетически изменённые молекулы т-РНК могут приводить к неверному считыванию генетического кода в рибосомах. Исследования с модифицированными РНК дали проникнуть в суть специфичности синтеза аминоацил-т-РНК и использования этой специфичности в биосинтезе белков. В течение этих лет Берг также изучал механизмы транскрипции ДНК и выделил РНК-полимеразу в E. coli, которая синтезировала РНК из шаблона ДНК.
Исследования Берга, касающиеся транскрипции ДНК и трансляции иРНК к белкам (экспрессия генов), помогли выявить связанные процессы регуляции генов, то есть в какой степени и при каких условиях данный ген или группа генов проявляются. В течение многих лет было очевидно, что некоторые бактериальные гены проявляются только в определённых условиях; например, синтез фермента культурой бактерий может быть включен и выключен с помощью изменения питания, количества кислорода и других переменных. Понимание механизмов включения и выключения в бактериях быстро распространялось в начале 1960-х. Этими механизмами занимались Жак Моно и Франсуа Якоб в институте Пастера. Французская группа исследователей выявила, используя культуру E.coli, части бактериальной ДНК, которые контролируют определённые функции (например, синтез необходимых ферментов). Эти участки они назвали «операторами», а группу генов, которые регулируются вместе, — «оперонами». Рядом с операторами часто располагаются гены, которые ответственны за синтез белка-репрессора, который предотвращает оператор от экспрессии. Моно и Якоб показали, что индукция ферментов, производимая связыванием генов-репрессоров данного участка ДНК, позволяет до этого момента репрессированному гену проявляться. Несколько коллег Берга, включая Дэйла Кайзера, принимали участие в его исследованиях. Кайзер проделал большую работу над лямбда фагами, лизогенными вирусами, который инфицируют E. coli. Лизогенные фаги привлекали внимание учёных, изучающих регуляцию генов, потому что, вместо того чтобы убивать хозяйскую клетку, такие вирусы оставались латентными, интегрировались с хозяйской ДНК и размножались вместе с ней. Гены фагов остаются неактивными, пока нечто их не активирует. В этот момент они размножаются и убивают хозяйскую клетку, как обычный вирус.
В 1965 году Кайзер предположил, что механизм работы лямбда бактериофага аналогичен работе опухолевых вирусов млекопитающих, таких как обезьяний вирус 40 (SV40) и полиомы, которые вызывают опухоли у обезьян и мышей. Параллель не была точной (гены опухолевых вирусов интегрировались, но не репрессировались в хозяйской клетке, и продолжали экспрессировать гены, которые превращают клетку в опухолевую клетку), но Берга заинтересовали последствия: могли ли вирусы быть использованы для изучения регуляции генов в клетках млекопитающих, так же как они были использованы в клетках бактерий? Он чувствовал, что научное понимание экспрессии генов в бактериях становилось все чётче, но все ещё оставалось много неясного в экспрессии генов высших жизненных форм. Желая изучить это, Берг решил прекратить работу над бактериальными системами для синтеза белков, научился культурировать клетки млекопитающих и использовать опухолевые вирусы как модели для изучения экспрессии генов в млекопитающих. Он провел 1967-68 год в институте Солка в Сан-Диего, изучая техники культурирования клеток с Ренато Дульбекко.
Когда Берг вернулся в Стэнфорд, он построил новую лабораторию, подходящую для работы с вирусами млекопитающих, и провел несколько лет, исследуя мутации SV40, характеризуя его геном и определяя, какие участки ДНК кодируют определённые гены. Следующая цель исследования, которая должна была в конечном итоге привести к развитию технологий рекомбинантной ДНК, была заложена работой, которую Берг сделал ранее с Чарльзом Яновски. Эта работа была направлена на изучение мутаций в т-РНК, которые изменяли считывание генетического кода, используя лямбда фаги как преобразующие агенты, перемещали маленькие участки бактериальной ДНК от одного хозяина к другому. Гены, которые нужно было перенести, могли быть определены, потому что некоторые фаги интегрировались только в одно место в бактериальном геноме. (Другие фаги выбирали случайные участки бактериальной ДНК, таким образом каждый фаг переносил индивидуальный участок ДНК хозяина).
Берг хотел знать, могут ли опухолевые вирусы млекопитающих подбирать гены и переносить их в новые клетки по тому же механизму. Когда фаги делают это, они оставляют часть собственных генов, при длине 50 тысяч пар оснований они могут приспособиться к этим изменениям без последствий.
Техника, которую Берг и его коллеги разработали для сплайсинга двух молекул ДНК, использовала набор ферментов, выделенных Корнбергом и другими. Во-первых, они разрезали циклический вирус SV40 и плазмидную ДНК. Исходя из знаний, что лямбда фаги ДНК имели «липкие» концы, которые позволяли комплементарные пары оснований связывать в единую молекулу ДНК, скрученную в длинные цепи или циклы, они синтезировали «липкие» концы, путём добавления основания тимина или аденина (T или А), используя другой фермент. Затем, нити двух ДНК соединяют, используя ДНК-полимеразу, лигазу и другие ферменты. Эта сложная процедура, описанная Бергом, Дэвидом Джексоном и Робертом Симонсом в статье 1972 года в трудах Национальной академии наук, привела к созданию первой рекомбинантной молекулы ДНК. Через год Стэнли Н. Коэн, Герберт Бойер и другие открыли, что фермент рестрикции, EcoRI, может создать необходимый «липкий» конец практически на любой молекуле ДНК, что значительно упростит процесс и сделает возможным для исследователей, по крайней мере теоретически, соединить вместе любые две молекулы ДНК. В 1980, Берг получил Нобелевскую премию по химии и премию Ласкера за эту новаторскую работу. Эти рекомбинантные технологии были перспективными для научного понимания генетики и революционными не только в биологии, но в таких областях, как антропология, медицина и судебная экспертиза. Они также сделали возможным создание специализированных штаммов микроорганизмов для различных целей, начиная от генетически модифицированных пищевых растений до бактерий.

### Зрелые годы (1980 — настоящее время)
Берг углубил свои исследования р-ДНК в период между 1980 и 2000, изучая, в числе прочего, механизм рекомбинантного восстановления деструктурированной ДНК. Признавая необходимость связать исследования в области молекулярной биологии с клиническими исследованиями, Берг помог создать междисциплинарный центр молекулярной и генетической медицины в Стэнфорде в 1985 году, и стал там первым директором. Как и многие исследователи в области генетики, Берг связал академические и отраслевые исследования. В 1980 со своими коллегами Артуром Корнбергом и Чарльзом Яновски он основал DNAX, биотехнологический исследовательский институт. Первоначально акцент исследований был сделан на использовании р-ДНК для синтеза иммуноглобулинов со специфическими свойствами. Затем исследования продолжились в области получения интерлейкинов, для этого использовались системы клонирования, разработанные в лаборатории Берга. В настоящее время DNAX является одним из ведущих исследовательских центров в области иммунологии.
После завершения исследовательской карьеры Берг продолжал принимать участие в различных консультативных комитетах, но также у него появились и другие интересы. В течение нескольких лет он стал увлекаться научной биографией, исследованием и написанием книги об основоположнике генетики Джордже Бидле, в соавторстве с Максин Сингер. Книга: «George Beadle: An Uncommon Farmer» вышла в свет в 2003 году.

## Награды и отличия[17]
- 1959 — Премия Eli Lilly по биохимии (Eli Lilly Award in Biological Chemistry[англ.])
- 1963 — Калифорнийский учёный года
- 1966 — Премия Национальной академии наук
- 1977 — Мемориальные лекции Вейцмана
- 1980 — Нобелевская премия по химии, Премия Альберта Ласкера за фундаментальные медицинские исследования, Международная премия Гайрднера
- 1982 — AAAS Award for Scientific Freedom and Responsibility[англ.]
- 1983 — Национальная научная медаль США
- 1999 — Max Delbrück Medal[англ.]
- 2005 — Biotechnology Heritage Award[англ.]
- 2006 — Carl Sagan Prize for Science Popularization[англ.]

## Основные публикации
- 1956 — «Ациладенилаты: синтез и свойства аденилацетата» (Acyl Adenylates: The Synthesis and Properties of Adenyl Acetate)[18]
- 1958 — «Химический синтез аминоациладенилатов» (The Chemical Synthesis of Amino Acyl Adenylates)[19]
- 1958 — «Ферментный механизм связывания аминокислот в РНК» (An Enzymatic Mechanism for Linking Amino Acids to RNA)[20]
- 1962 — «ДНК-направленный синтез РНК с помощью фермента из E. coli.» (Deoxyribonucleic Acid-Directed Synthesis of Ribonucleic Acid by an Enzyme from Escherichia coli)[21]
- 1975 — «Итоговое решение по Асиломарской конференции по рекомбинантной ДНК» (Summary Statement of the Asilomar Conference on Recombinant DNA Molecules)[22]
- 1988 — «Сравнение экспрессии интрон-зависимых и интрон-независимых генов.» (Comparison of intron-dependent and intron-independent gene expression)[23]
- 1990 — «Обратная генетика: истоки и перспективы.» (Reverse genetics: its origins & prospects)[24]
- 1995 — «Дебаты о рекомбинантной ДНК: 20 лет спустя» (The Recombinant DNA Controversy: Twenty Years Later)[25]
- 2010 — «Высокоэффективный метод анализа метилирования CpGs в целевых участках генома» (High-throughput method for analyzing methylation of CpGs in targeted genomic regions)[26]
- 2010 — «Личные размышления о происхождении и появлением технологии рекомбинантной ДНК» (Personal reflections on the origins and emergence of recombinant DNA technology)[27]